# Rényi Aladár
Rényi Aladár (született Rosenfeld Aladár) (Kolozsvár, 1885. szeptember 9. – ?, 1944. május 15.) zeneszerző, ügyvéd.

## Élete
Rosenfeld József földbirtokos és Adler Róza fia. A középiskolát szülővárosában végezte el, majd Budapesten jogot hallgatott, mellette az Országos Zeneakadémián zeneszerzést tanult, zongoraművészi és -tanári oklevelet kapott 1908-ban. Tanárai Thomán István és Koessler János voltak. 1909-ben Papp Viktor és Reiner Frigyes előtt megnyerte a Ferenc József koronázási jubileum-díj zeneszerzői kategóriáját. 1910-től ügyvédi gyakorlatot folytatott a fővárosban.
Az A kis gróf című operettje külföldön is sikert ért el, ahol Susi címmel játszották. Vonósnégyesével, zongoraötösével és dalaival komoly figyelmet keltett. 1944-ben a békásmegyeri gettóból ismeretlen helyre szállították és eltűnt.

## Művei

### Operettek
- A Kis gróf (szövegíró: Martos Ferenc, bemutató: Bp., 1911)
- Tiszavirág (szövegírók: Bródy István, Vajda László, bemutató: Bp., 1915)
- Vandergold kisasszony (szövegíró: Hevesi Sándor, Harsányi Zsolt, bemutató: Bp., 1917)
- Kitty és Kati (szövegíró: Martos Ferenc, bemutató: Bp., 1926)

### Egyéb művei
- Vonósnégyes
- Zongoraötös
- Dalok